# Ralliart

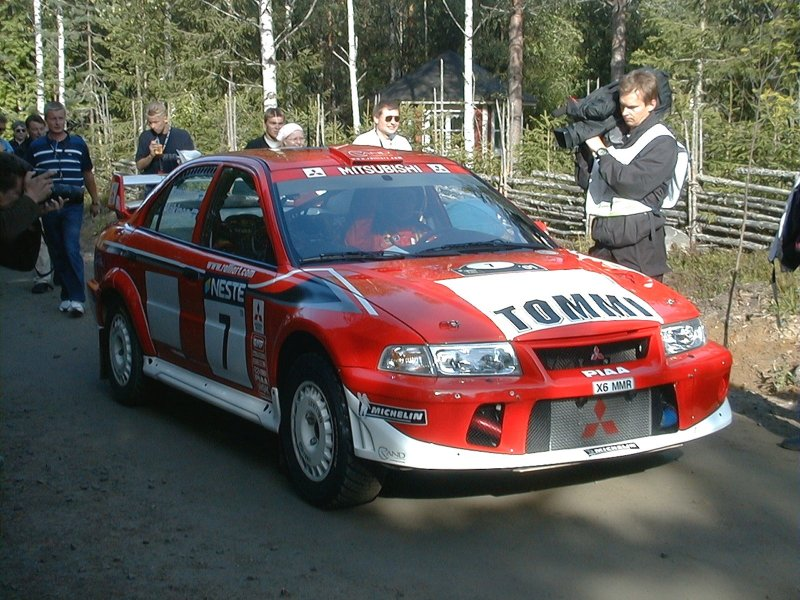
Mitsubishi Lancer Evolution VI de Tommi Mäkinen do Campeonato Mundial de Rali de 2001.

A Ralliart foi uma divisão automobilística e de alta performance da Mitsubishi, sendo responsável pelo desenvolvimento da empresa nas competições de rali, tendo encerrado suas atividades em abril de 2010.